# فالویو کونتی
فالویو کونتی، (به ایتالیایی: Fulvio Conti) (زاده ۲۸ نوامبر ۱۹۴۷) کارآفرین و مدیر ارشد اجرایی ایتالیایی است، که در حال حاضر به‌عنوان مدیر عامل اجرایی شرکت انل فعالیت می‌نماید.
وی عضو هیئت مدیره بانک بارکلیز و شرکت بیمه ای‌اوان است، همچنین رییس هیئت مدیره کمپانی اندسا محسوب می‌شود.
کونتی دانش‌آموخته رشته ام‌بی‌ای از دانشگاه ساپینزا رم است و سابقه مدیریت در سطح ارشد شرکت‌های موبیل، اکسان‌موبیل، تلکام ایتالیا و تلکام ایتالیا موبایل را دارد. او در سال ۲۰۰۵ به‌عنوان مدیرعامل شرکت انل منصوب شد و جایگزین پائولو اسکارونی (مدیرعامل فعلی شرکت انی گردید.